# Довжанська селищна територіальна громада
Довжанська селищна територіальна громада — територіальна громада в Україні, в Хустському районі Закарпатської області. Адміністративний центр — селище Довге.
Площа становить 257,56 км². Населення — 16801 осіб (2020).
Утворена 2019 року шляхом об'єднання Довжанської, Приборжавської сільських рад Іршавського району та Липецько-Полянської сільської ради Хустського району.

## Населені пункти
У складі громади 1 селище (Довге) і 7 сіл:
- Бронька
- Каллів
- Липецька Поляна
- Ожоверх
- Приборжавське
- Слоповий
- Суха